# عرب النمسا
عرب النمسا هم نمساويون من أصل عربي, ولا سيما لبنان وسوريا وفلسطين والعراق والأردن وأيضًا مجموعات صغيرة من مصر والجزائر وتونس والمغرب وليبيا واليمن والسودان, الذين هاجروا من بلدانهم الأصلية ويقيمون حاليًا في النمسا. معظم النمساويين العرب من أصول عراقية ولبنانية وسورية, لكونهم أول عرب وصلوا إلى النمسا.
بالإضافة إلى ذلك، يوجد في النمسا أشخاص من الدول العربية، ممن لديهم وضع اللاجئين (لاجئي الحرب الأهلية السورية) أو مهاجرين غير شرعيين (جزائريون من أصل بربري بشكل أساسي ويطلق عليهم عادةً عن طريق الخطأ عرب) يحاولون الهجرة إلى أوروبا الغربية.

## مشاهير
- كريم فراي, لاعب كرة قدم من أب تركي وأم مغربية
- عدنان إبراهيم, عالم دين وداعية مسلم من أصل فلسطيني
- عبد الستار صبري كرة قدم مصري الأصل
- طرفة بغاجاتي, ناشطة وكاتبة من أصل سوري
- عمر حمدي, فنان سوري - كوردي
- أليسار عيلابوني, أزياء وعارضة أزياء
- فادي مرزا, كيك بوكسينغ ومواي تاي من أصل سوري
- ناديا مالح ممثلة ومغنية وفنانة ومخرجة نمساوية.